# Дейвон Рід
Дейвон Малкольм Рід (нар. 11 червня 1995) року — американський професійний баскетболіст гравець «Прометей» в Латвійсько-естонській лізі. Після гри в студентський баскетбол за чоловічу баскетбольну команду Маямі Харрикейнз він був обраний під 32-м номером на драфті НБА 2017 командою Фенікс Санз.

## Кар'єра середній школі
Мешканець містечка Юїнг , штат Нью-Джерсі , Рід відвідував Прінстонську денну школу з 2009 по 2013 рік. За свою чотирирічну кар'єру Рід набрав 2102 бали в PDS, найвищий показник в історії школи.

## Кар'єра в університеті
Рід навчався в Університеті Маямі з 2014 по 2017 рік. Він набирав у середньому 10,3 очка та робив 3,6 підбирання за гру протягом чотирьох сезонів, а його найкращі середні показники становили 14,9 очка та 4,8 підбирання в останньому сезоні за Маямі. Рід заслужив репутацію хорошого стрільця, який може захистити чотири позиції. Будучи старшим, він був призначений до третьої команди конференції Всеатлантичного узбережжя та захисної команди конференції Всеатлантичного узбережжя, а також отримав нагороду Скіпа Проссера для 

## Професійна кар'єра

### Фінікс Санз (2017–2018)
Рід був обраний як 32-й вибір на драфті НБА 2017 року «Фінікс Санз». Він приєднався до інших новачків Джоша Джексона та Алека Пітерса в Літній лізі НБА 2017 разом із гравцями Санз Драганом Бендером, Маркізом Кріссом, Тайлером Улісом і Дерріком Джонсом-молодшим. Рід підписав чотирирічну угоду з  «Санз» 6 липня 2017 року. У Літній лізі 2017 року Рід набирав у середньому 14,0 очок, 4,0 підбирання, 1,2 передачі та 1,2 перехоплення за гру в шести іграх. 25 серпня 2017 року було оголошено, що Рід перенесе операцію на лівому меніску та пропустить наступні чотири-шість місяців.
28 грудня Рід був призначений до «Мотор Сіті Круз». 2 січня 2018 року він провів свою першу професійну гру за «Північну Аризону», набравши 11 очок, 3 передачі та 2 підбирання за 20 хвилин гри під час перемоги над «Ріо-Гранде Веллей Вайперс» (113–108). 5 січня він зіграв ще одну гру, набравши 10 очок, 8 підбирань і 5 передач за 22 хвилини під час перемоги над «Стоктон Кінгз» зі рахунком 125:104, а наступного дня був викликаний у «Фінікс». Однак він не грав за «Фінікс» і був переведений до «Північної Аризони» 8 січня. Він повернувся до «Фінікса» після щорічного Джі-Ліга НБА 12 січня. Рід дебютував у НБА за «Фінікс» 14 січня, зробивши підбір менш ніж за чотири хвилини гри під час програшу Індіана Пейсерз. Він повернувся до Північної Аризони 21 січня, а потім повернувся до «Фінікса» через шість днів. Він записав свою першу результативну передачу під час поразки від «Мемфіс Ґріззліс» 29 січня, а потім записав свій перший кошик (триочковий) і перехоплення під час поразки від «Юта Джаз» 2 лютого. 10 березня, виконавши інші завдання в Північній Аризоні, Рід провів свою найкращу гру з «Фініксом», набравши рекорд сезону — 16 очок, зробивши всі чотири триочкові кидки, зробивши 6 підбирань і 2 передачі в поразці від «Шарлотт Горнетс» зі рахунком 122–115.
1 липня 2018 року Рід був доданий до команди «Фінікс Санз» Літньої ліги НБА 2018 разом із більшістю молодого складу команди. У першій грі команди Літньої ліги Рід набрав 18 очок, включаючи 4 з 5 триочкових, 3 підбирання, 2 перехоплення, результативну передачу та блок у перемозі над «Даллас Маверікс» (92–85). Наступного дня Рід набрав 12 очок, 5 підбирань, 3 передачі та 2 перехоплення в перемозі над «Сакраменто Кінгз» (71–63). Наприкінці турніру Рід набирав у середньому 13,4 очка, 4,4 підбирання, 3 передачі та 0,8 перехоплення за гру [13], і Фінікс гарантував його контракт на другий рік. Однак 16 жовтня 2018 року  «Фінікс Санз»  відмовився від Ріда та замінив його ветераном Джамал Кроуфорд.

### Індіана Пейсерс (2018–2019
19 жовтня, через три дні після того, як «Фінікс Санз» відмовилися від нього, Рід підписав двосторонній контракт з «Індіана Пейсерз» та їх філією Джі-Ліга НБА,«Форт-Уейн Мед Ентс». Він зайняв місце в реєстрі, яке займав Сі Джей Вілкокс після того, як отримав травму, яка завершилася сезоном.

### Сіу Фоллс Скайфорс(2019–2020)
4 вересня 2019 року Рід підписав контракт з «Маямі Гіт». Після тренувального табору Рід був доданий до реєстру філії Джі-Ліга НБА, «Сіу Фоллс Скайфорс». 5 лютого 2020 року Рід набрав 29 очок, 11 підбирань, вісім передач і три перехоплення за «Су-Фоллз» в програмному матчі з «Айова Вулвз» з рахунком 123–117. Рід набирав у середньому 12,7 очок, 6,6 підбирань і 3,8 передач за гру і став єдиним гравцем у  Джі-Ліга НБА, який мав щонайменше 500 очок, 250 підбирань і 150 передач.

### Пілоти Таоюань Пауян (2020–2021)
У листопаді 2020 року Рід приєднався до «Пілоти Таоюань Пауян» з Тайваню. У квітні 2021 року  «Пілоти Таоюань»  вирішила дозволити Ріду повернутися до штатів для лікування.

### Денвер Наггетс / Гранд-Рапідс Голд (2021–2023)
У серпні 2021 року Рід приєднався до «Денвер Наггетс» для участі в Літній лізі НБА 2021 року, а 27 вересня він підписав з ними контракт. Однак після закінчення тренувального табору він був звільнений. Тринадцять днів потому він приєднався до «Гранд-Рапідс Голд», з'являючись у семи іграх і набираючи в середньому 15,0 очок, 8,3 підбирань, 6,0 передач і 2,14 перехоплення, кидаючи 42,9% з трьох за 35,8 хвилини за гру.
4 грудня 2021 року Рід підписав 10-денний контракт з«Денвером» і повернувся в «Гранд-Рапідс» 15 грудня, зіграв ще раз. Через чотири дні Рід підписав другий 10-денний контракт з «Наггетс»  і третій 30 грудня. 9 січня 2022 року він підписав двосторонній контракт з  «Наггетс».
8 липня 2022 року Рід знову підписав багаторічну угоду з «Наггетсами».

### Лос-Анджелес Лейкерс (2023)
9 лютого 2023 року Рід був обміняний до «Лос-Анджелес Лейкерс» у рамках обміну чотирьох команд за участю «Денвер Наггетс», «Лос-Анджелес Кліпперс» і «Орландо Меджик». «Лос-Анджелес Лейкерс» підписали контракт з захисником Шакілом Гаррісоном і центровим Трістан Томпсон, повідомив сьогодні віце-президент з операцій з баскетболу та генеральний менеджер Роб Пелінка. У зв'язку з цим «Лейкерс попросили звільнити форварда Дейвона Ріда, його було звільнено 9 квітня 2023 року.

### Прометей (2023– до тепер)
20 липня 2023 року Рід підписав контракт з «Прометеєм» який виступає в  Латвійсько-естонській баскетбольній лізі.

## Досягнення
США 
- Чемпіон НБА: 2022/2023.

## Статистика кар'єри

### Статистика в НБА

#### Регулярний сезон
| Сезон   | Команда | GP  | GS | MPG  | FG%   | 3P%   | FT%   | RPG | APG | SPG | BPG | PPG |
| ------- | ------- | --- | -- | ---- | ----- | ----- | ----- | --- | --- | --- | --- | --- |
| 2017–18 | Фінікс  | 21  | 1  | 11.5 | 0.289 | 0.289 | 0.667 | 1.9 | .6  | 0.5 | 0.1 | 3.0 |
| 2018–19 | Індіана | 10  | 0  | 4.7  | .417  | 0.500 | –     | 0.6 | 0.3 | 0.1 | 0.0 | 1.2 |
| 2021–22 | Денвер  | 48  | 5  | 13.9 | 0.503 | 0.430 | 0.667 | 2.3 | 1.1 | 0.5 | 0.2 | 4.4 |
| 2022–23 | Денвер  | 35  | 1  | 9.0  | 0.313 | 0.364 | 0.750 | 1.6 | 0.5 | 0.4 | 0.1 | 2.3 |
| 2022–23 | Лейкерс | 8   | 0  | 3.4  | 0.750 | 0.500 | 0.250 | 0.5 | 0.5 | 0.3 | 0.0 | 1.0 |
| Кар'єра | Кар'єра | 122 | 7  | 10.6 | 0.408 | 0.385 | 0.667 | 1.7 | 0.8 | 0.4 | 0.1 | 3.1 |